# Asterospicularia laurae
Asterospicularia laurae is een zachte koraalsoort uit de familie Xeniidae. De koraalsoort komt uit het geslacht Asterospicularia. Asterospicularia laurae werd in 1951 voor het eerst wetenschappelijk beschreven door Utinomi. 